# Doska

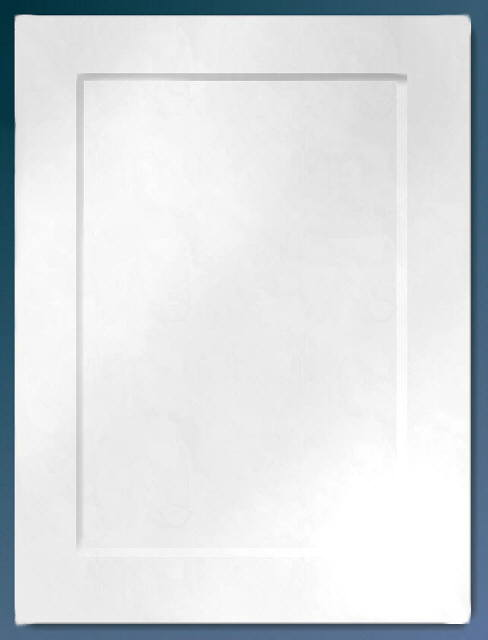
Doska d'icône recouverte de levkas avec au centre le contour du kovtcheg

La doska ou dska (en russe : Доска́ ико́нная, цка, дска) est la planche ou planchette, le panneau de bois sur lequel sont peintes les icônes.
Depuis l'Antiquité, les bois les plus utilisés sont le bois de tilleul, de bouleau, de pin, de sapin, de cèdre, de chêne et d'érable. Le bois doit être bien sec et exempt de nœuds. Le tilleul est très répandu parce qu'il se fend peu et est un bois tendre. Cette planche, qui est le support, et doit ensuite être préparée et enduite d'une couche de levkas, avant de recevoir le dessin, puis la peinture.